# Дом из костей
«Дом из костей» (англ. House of Bones) — телефильм режиссёра Джеффри Скотт Ландо, снятый в 2010 году для канала Syfy Universal.

## Сюжет
Рейтинг программы о сверхъестественном «Sinister Sities» падает, тогда канал посылает съёмочную группу в дом, который уже 200 лет пользуется дурной славой. С собой они берут экстрасенса Хизер, которая практически сразу начинает чувствовать здесь паранормальное присутствие. Однако телевизионщики не слишком серьёзно относятся к происходящему, заботясь больше о съёмке эффектных кадров. Даже исчезновение помощника оператора Баба их ничуть не тревожит.
Однако дальнейшее заставляет членов съёмочной группы расстаться с благодушным настроением. В доме погибает приехавшая туда сотрудница банка-собственника, лицо Баба неожиданно появляется из стены. Тогда руководитель группы Том начинает более скрупулёзное исследование здания. Он выясняет, что ещё первый владелец пытался продлить свою жизнь, замуровывая в фундамент тела умерших рабов.
Однако результат был неожиданным для владельца — у дома появилась собственная жизнь. И для этого зданию требуются новые и новые жизни. А помимо этого требуется смотритель. И на эту роль дом выбирает Тома…

## В ролях
- Харизма Карпентер — Хизер Бартон
- Маркус Лайл Браун — Грег Фишер
- Рикки Уэйн — Том Рул
- Коллин Гэльян — Саймон МакАлистер
- Кайл Расселл Клементс — Баб
- Корин Немек — Квентин Френч
- Стефани Онор — Сара Майнор
- Грегори Кампо — Кип
- Джейк Остин Уолкер — Джей-Джей
- Адам Скотт — Ронни
- Джо Крест — Бенджамен